# Le Procès (film, 1955)
Pour les articles homonymes, voir Procès (homonymie) et Trial (homonymie).
Le Procès ou Mon fils est innocent (Trial) est un film de procès américain réalisé par Mark Robson, sorti en 1955.

## Synopsis
Angel Chavez est un adolescent américano-mexicain qui vit dans la petite ville californienne de San Juno. Lors d’un événement annuel appelé Bass Night qui se tient sur la plage, s'y promenant bien que cela soit interdite aux Américains d’origine mexicaine, il rencontre une fille non hispanique qu’il connaît depuis le lycée. Souffrant de problème de santé, elle s'effondre à ses côtés et meurt. Angel est immédiatement arrêté pour le motif que la crise cardiaque a été causée par la tentative du jeune garçon de séduire la fille. Il se retrouve alors accusé de meurtre tandis qu'une foule raciste tente de faire sortir Angel de prison pour le lyncher. Un gardien les persuade d’arrêter leur action en leur promettant que le jeune sera exécuté après un procès équitable.
David Blake, professeur de droit à l’université d’État, souhaite défendre Angel et la mère de Castle et Angel se rend à New York pour collecter des fonds pour défendre son fils. Castle laisse sa secrétaire, Abbe Nyle pour aider Blake, qui finissent par tomber amoureux. Plus tard, des détectives travaillant pour le bureau de Castle découvrent une tentative de falsification du jury au nom de l’accusation mais un nouveau jury est appelé. Pendant un week-end de pause pour le jury, Castle appelle Blake à New York pour le rejoindre lors d’un rassemblement de collecte de fonds. Blake se rend vite compte que Castle utilise principalement l’affaire comme outil de propagande et de collecte de fonds pour un groupe communiste. Insulté d’être utilisé, Blake retourne à San Juno pour voir le procès jusqu’au bout et représenter les intérêts d’Angel.
La stratégie de Blake est de réfuter suffisamment les arguments de l’accusation pour qu’il n’ait pas besoin de présenter une défense. Cependant, au dernier moment, Castle revient et utilisant son influence sur la mère d’Angel, menace Castle de le retirer à moins qu’Angel ne témoigne. Blake se rend compte que Castle veut que l’adolescent soit soumis à un contre-interrogatoire sévère qui garantira sa condamnation et son exécution. Il deviendra de fait un martyr que Castle pourra utiliser comme un outil de collecte de fonds pour le Parti communiste. Blake reste sur l’affaire mais le contre-interrogatoire se déroule aussi mal. Chavez est reconnu coupable et comme le jury n’a pas suggéré la clémence, la peine de mort sera automatique. Castle fait alors virer Blake pour l’empêcher de parler pendant la détermination de la peine mais il arrive quand même à demande le statut d’amicus curiae.
Blake affirme ainsi que, parce que l’accusation de meurtre était fondée sur un détail technique, il est approprié que le juge applique un autre détail technique, le statut de mineur de Chavez, dans la détermination de la peine. Au lieu d’être pendu, le garçon peut simplement être envoyé à l’école de réforme. Lorsque le procureur convient que ce serait juste, le juge afro-américain accepte la suggestion. Il condamne ensuite Castle, qui a tenté de l’appâter pendant la dispute de Blake, à 30 jours de prison pour outrage.
Blake et Abbe Nyle quittent la cour ensemble.

## Fiche technique
- Titre : Le Procès ou Mon fils est innocent
- Titre original : Trial
- Réalisation : Mark Robson
- Scénario : Don Mankiewicz d'après son livre
- Production : Charles Schnee et James E. Newcom (associé)
- Société de production : Metro-Goldwyn-Mayer
- Musique : Daniele Amfitheatrof
- Photographie : Robert Surtees
- Direction artistique : Randall Duell et Cedric Gibbons
- Décors de plateau : Fred M. MacLean et Edwin B. Willis
- Montage : Albert Akst
- Pays d'origine : États-Unis
- Format : Noir et blanc - Mono
- Genre : Drame
- Durée : 105 minutes
- Date de sortie : 1955

## Distribution
- Glenn Ford (VF : Roland Menard) : David Blake
- Dorothy McGuire (VF : Nadine Alari) : Abbe Nyle
- Arthur Kennedy (VF : Roger Rudel) : Bernard 'Barney' Castle
- John Hodiak (VF : Jean Claude Michel) : Procureur de district John J. 'Jack' Armstrong
- Katy Jurado : Mme Consuela Chavez
- Rafael Campos : Angel Chavez
- Juano Hernandez : Juge Theodore 'Ted' Motley
- Robert Middleton : Shérif A. A. 'Fats' Sanders
- John Hoyt : Ralph Castillo
- Paul Guilfoyle : Capitaine Grant
- Elisha Cook Jr. : Finn, un serveur
- Ann Lee : Gail Wiltse
- Whit Bissell : Sam Wiltse
- Richard Gaines : Dr Johannes Albert Schacter
- Frank Ferguson : Kiley
- Barry Kelley : Jim Brackett
- Grandon Rhodes : Professeur Terry Bliss
- Charles Evans : Premier avocat
- Dorothy Green : Mary Ackerman

## Voix françaises
- Abel Jacquin   (  John Maxwell)
- André Valmy   (  Robert Middleton )
- Georges Aminel     (Juano Hernandez)
- Jacques Beauchey    (Whit Bissell )
- Jacques Dynam     (Barry Kelley)
- Jean-Claude Michel   (Charles Evans )
- Jean Daurand    (Elisha Cook Jr  )
- Jean-Claude Michel    (John Hodiak  )
- Lita Recio    (  Katy Jurado)
- Louis Arbessier    (Richard Gaines  )
- Maurice Dorleac   (  Grandon Rhodes)
- Nadine Alari    (Dorothy McGuire  )
- Raymond Rognoni     (Everett Glass)
- Roger Rudel   (   Arthur Kennedy  )
- Roland Menard    (Glenn Ford )
- Yves Brainville    (  Robert Bice  )